# Ville de nuit
Pour plus de détails, voir Fiche technique et Distribution.
Ville de nuit (Città di notte) est un film dramatique italien réalisé par Leopoldo Trieste et sorti en 1958.

## Fiche technique
- Titre français : Ville de nuit[1]
- Titre original italien : Città di notte[2]
- Réalisateur : Leopoldo Trieste
- Scénario : Leopoldo Trieste
- Photographie : Mario Bava
- Montage : Lionello Massobrio
- Musique : Nino Rota
- Décors et costumes : Mario Chiari
- Production : Giovanni Addessi
- Société de production : Trionfalcine
- Pays de production :  Italie
- Langue originale : italien
- Format : Noir et blanc - Son mono - 35 mm
- Durée : 90 minutes
- Genre : Drame
- Dates de sortie :
  - Italie : 6 mars 1958
  - France : 1960[1]

## Distribution
- Antonio De Teffè : Alberto Fubini
- Henri Vilbert : Guido Prandi
- Patrizia Bini : Marina Prandi
- Luciana Lombardi : Lidia Benti
- Rina Morelli : Ada Prandi
- Corrado Pani : Paolo Prandi
- Ivo Garrani : Dr. Ettore Benti
- Adriana Asti : Adriana
- Riccardo Fellini : le baron
- Leopoldo Trieste : Achille Calderoni
- Franco Castellani :